# واجهة دبي البحرية
واجهة دبي البحرية (المعروفة الآن باسم الواجهة البحرية) كان من المتوقع أن تصبح أكبر واجهة بحرية وأكبر مشروع من صنع الإنسان في العالم. المشروع عبارة عن تكتل من القنوات والأرخبيل الاصطناعي؛ تمتد على طول ساحل الخليج العربي المتبقي في دبي، الإمارة الأكثر اكتظاظًا بالسكان في دولة الإمارات العربية المتحدة. كان من المخطط أن يتكون من سلسلة من المناطق ذات الاستخدام المتعدد بما في ذلك المناطق التجارية والسكنية والمنتجعات والمرافق. وتتمثل رؤية المشروع في "إنشاء وجهة عالمية المستوى للمقيمين والزوار والشركات في أسرع مدن العالم نمواً".
المشروع، الذي تديره شركة واجهة دبي البحرية، مفتوح للاستثمار الأجنبي حيث تمتلك شركة التطوير العقاري (نخيل) حصة قدرها 51٪.
تم تطوير الواجهة البحرية من قبل شركة نخيل، وهي إحدى أكبر شركات التطوير العقاري في العالم. ومع ذلك، واجه المشروع تحديًا كبيرًا يتمثل في التآكل. صممت الجزر الاصطناعية في الأصل لتشبه الرمز الإسلامي الأكثر شهرة النجم والهلال، وهذا من شأنه أن ينشأ حاجز وقائي حول نخلة جبل علي إحدى جزيرتي النخيل وأكبر الجزر الاصطناعية (على شكل أشجار النخيل) في العالم والتي تقوم شركة نخيل ببنائها أيضًا. وبسبب الأزمة المالية 2007-2008 أعيد تصميم الواجهة البحرية لاحقًا دون الرمز الإسلامي، ثم توقف المشروع بالرغم من تشييد 40٪ من الجزر بالفعل، ولاحقًا ألغي المشروع بشكل كامل.

## المراحل المكتملة
تشمل المراحل المكتملة في المشروع حالياًمجمعين سكنيين اثنين مع مرافق وخدمات جاهزة في كليهما ومن أشهر المواقع في واجهة دبي البحرية تشمل بدرة، فينيتو و مدينة العرب.

## الموقع
توفر واجهة دبي البحرية وصولاً مباشراً إلى شارع الشيخ زايد (E11) السريع والرئيسي، وتجاور كل من دبي الجنوب ودبي وورلد سنترال كما تجاور داون تاون جبل علي والمنطقة الحرة في جبل علي ، وتبعد عن مطار آل مكتوم  20 دقيقة بالسيارة.

## توقف المشروع
توقف مشروع الواجهة البحرية مع بداية الأزمة المالية العالمية وأزمة ديون دبي العالمية في عام 2009، واضطرت شركة نخيل إلى إعادة هيكلة ما يزيد عن 11 مليار دولار من الديون وتقليص العديد من مشاريعها. في ديسمبر 2011، أعلنت شركة نخيل عن بيع 13 رافعة بناء غير مستخدمة كانت مخصصة للاستخدام في مشروع الواجهة البحرية. أعلنت شركة نخيل عن نيتها لإعطاء الأولوية لتطوير المرحلة الأولى من أحياء فينيتو وبدرة والبنية التحتية المرتبطة بمراحل معينة من مدينة العرب على المدى القريب، في حين تم تعليق أجزاء أخرى من الواجهة البحرية حتى يتحسن الطلب.